# Економіка Латинської Америки
В післякризові 2010—2011 роки економіка країн Латинської Америки показала серйозні темпи розвитку, які перевищували світові: в 2010 році ріст склав 6 %, а прогноз на 2011 рік говорить про 4,7 %. Через історично високу інфляцію майже у всіх країнах Південної Америки відсоткові ставки залишаються високими, вони, як правило, вдвічі більші, ніж в Сполучених Штатах. Наприклад, відсоткова ставка приблизно 22 % у Венесуелі. Винятком є Чилі, яка проводить економічну політику вільного ринку зі становленням військової хунти в 1973 році та активно розвиває соціальні витрати з моменту відновлення демократичного режиму на початку 1990-х. Це призвело до економічної стабільності та відсотковим ставкам на низькому рівні.
Латинська Америка покладається на експорт товарів і природних ресурсів. Бразилія (сьома економіка у світі та друга в Америці) лідирує в загальному об'ємі експорту $ 137.8 млрд дол. США, потім ідуть Чилі $ 58.12 млрд і Аргентина зі 46.46 млрд дол. США.
Економічна прірва між багатими та бідними в більшості латиноамериканських країн є більшою, ніж на більшості інших континентів. В Венесуелі, Парагваї, Болівії та багатьох інших країнах Південної Америки багаті 20 % мають понад 60 % багатств країни, в той час як бідні 20 % володіють менше 5 %. Такий широкий розрив можна побачити в багатьох великих південно-американських містах, де тимчасові халупи та фавели стоять поряд з хмарочосами та апартаментами класу люкс.
| Країни    | ВВП (номінальний) в 2009 | ВВП в 2009 | ВВП на душу населення в 2009 | ІРЛП в 2007 | ІРЛП в 2007 |
| --------- | ------------------------ | ---------- | ---------------------------- | ----------- | ----------- |
| Аргентина | 326 474                  | 572 860    | 14 413                       | ▲           | 0,866       |
| Болівія   | 17 413                   | 43 424     | 4330                         | ▲           | 0,729       |
| Бразилія  | 1 572 590                | 1 981 642  | 10 325                       | ▲           | 0,813       |
| Чилі      | 169 573                  | 243 044    | 14 510                       | ▲           | 0,878       |
| Колумбія  | 269 654                  | 400,300    | 8215                         | ▲           | 0,807       |
| Еквадор   | 52 572                   | 106 993    | 7685                         | ▲           | 0,806       |
| Парагвай  | 16 006                   | 29 403     | 4778                         | ▲           | 0,761       |
| Перу      | 127 598                  | 245 883    | 8580                         | ▲           | 0,806       |
| Уругвай   | 32 262                   | 42 543     | 13 294                       | ▲           | 0,865       |
| Венесуела | 319 443                  | 335,200    | 12 785                       | ▲           | 0,844       |